# Wirtualna podróż na planetę Darwin 4
Wirtualna podróż na planetę Darwin 4 – amerykański film dokumentalny ukazujący wyimaginowaną wyprawę na planetę Darvin IV.

## Układ Darvin
Wyimaginowany układ planetarny Darvin znajduje się w odległości 6,5 roku świetlnego od Ziemi. Dokładna analiza widma promieniowania wykazała, że gwiazdy powstały około dwóch miliardów lat temu i są wystarczająco stare, aby na planetach orbitujących wokół nich zaistniało życie.

## Sondy
Naukowcy postanawiają wysłać na jedną z planet, Darwina 4, sondę o nazwie Von Braun z 3 robotami wyposażonymi w sztuczną inteligencję (na poziomie czterolatka). Podróż z prędkością 20% prędkości światła w próżni trwała 42 lata. Po dotarciu na orbitę planety superkomputery sondy wybrały idealne miejsce do lądowania. Pierwszy lądownik z robotem na pokładzie zostaje zniszczony w atmosferze planety, ponieważ nie "otworzyło się" jedno z jego skrzydeł. Dwie kolejne sondy - Ike i Leo - lądują na planecie bez problemów.

## Stworzenia
- Strzałogłów
- Biegacz
- Dzięciołak
- Szpadodziób
- Morski pielgrzym
- Bombloróg
- Sztyletnik
- Eosapiens
- Groveback
- TrójRóg
- Umnt
- Manoatylopa
- zubaintolop